# Guido Pajetta
Guido Pajetta (Monza, 8 febbraio 1898 – Milano, 15 febbraio 1987) è stato un pittore italiano.

## Biografia
Guido Paolo Pajetta nasce a Monza nel 1898. Il padre, originario di Vittorio Veneto, è farmacista, ma proviene da una famiglia di artisti: il nonno Paolo e gli zii Pietro e Mariano sono stati pittori, importanti esponenti della pittura naturalistica veneta.
Inizia a frequentare l'Accademia di Brera nel 1914, ma nel 1917 parte volontario fra gli Arditi. Deve però essere ricoverato in un ospedale a causa di una malattia polmonare. Alla fine della guerra, nel 1919 riprende a frequentare all'Accademia di Brera i corsi di Ambrogio Alciati. Fra i suoi compagni troviamo Soldati e Ghiringhelli, che aderiranno al primo astrattismo italiano ed i futuri chiaristi Del Bon, Lilloni, De Amicis. Si avvicina inoltre al suo compagno di corso Arnaldo Carpanetti.
Nel 1920, nel prosieguo dei suoi studi presso l'Accademia di Brera, conosce Fausto Melotti e Arturo Carrera. Con quest'ultimo stringe un rapporto di amicizia che durerà tutta la vita.
Terminato il percorso accademico con la partecipazione all’ Esposizione d’arte nazionale della Regia Accademia di Brera e Società per le Belle Arti, il giovane Guido conosce Anselmo Bucci e Mario Sironi, rimanendo affascinato dal clima internazionale che si respira in Novecento Italiano.
Nel 1928 vi è la sua prima partecipazione alla Biennale di Venezia, dove conosce Lucio Fontana, con il quale stringe uno strettissimo rapporto di amicizia e stima reciproca. Il rapporto con Fontana diventa particolarmente significativo, tanto che Guido e la sua famiglia si ritireranno presso gli spazi di Villa Fontana a Tremezzo per sfuggire ai bombardamenti che colpirono la città di Milano durante la Seconda Guerra Mondiale. Durante la prima Biennale veneziana incontra anche Massimo Cassani, noto gallerista milanese operante su scala internazionale. Quest'ultimo gli darà il sostegno principale nella sua milanese Galleria del Lauro.
Il giovane Pajetta, se dapprima è influenzato da Sironi e dal clima di Novecento, tanto da partecipare nel 1933 al grande ciclo di affreschi della V Triennale di Milano, inizia a guardare con interesse crescente verso un panorama più internazionale. Vede in Parigi e nelle grandi opere di Gauguin, Matisse,  (Biennale 1928), Modigliani e Toulouse-Lautrec (Biennale 1930), Monet (Biennale 1932) il punto di partenza per il prosieguo del suo lavoro. Nel 1934 si trasferisce a Parigi ove vi è dapprima un'adesione al movimento surrealista e un crescente avvicinamento al Cubismo e alle opere di Picasso e Braque, e poi un crescente interesse per i Fauves francesi. In questi anni si avvicina a Dufy e Othon Friesz. La fine degli anni '30 lo vede vicino ai chiaristi, anche se con caratteri suoi personali. Nel 1930 e 1932 partecipa ancora alla Biennale veneziana. Nel 1931 partecipa alla I Quadriennale nazionale d'arte di Roma.
Nel 1938 sposa la propria modella, Maria Panizzutti, da cui avrà tre figli, e con la famiglia trascorre il periodo bellico, fra il 1942 e il 1945, a Tremezzo presso l'abitazione dell'amico Lucio Fontana.
Alla fine degli anni '40 la sua arte incontra un nuovo mutamento stilistico avvicinandosi alle influenze di Picasso, conosciuto durante i suoi soggiorni parigini, del postcubismo, all'espressionismo con un ripiegamento verso una maggiore sofferta interiorità. L'artista è arrivato così a rivendicare per sé la più piena istintività e libertà stilistica.
Motivo unificante nella sua opera del secondo dopoguerra, è quello della maschera con l'ambiguità  fra l'essere e l'apparire,  fra il serio e il grottesco. 
La forte rivendicazione della propria libertà espressiva lo aveva via via portato a un progressivo isolamento. 
Nel 1952 soggiorna per la prima volta a Londra, volgendo nuovamente il suo sguardo verso un clima internazionale. Espone le sue opere presso la galleria Roland, Browse & Delbanco a Londra con Emilio Greco. La mostra “Guido Pajetta and Emilio Greco. First Exhibition in England” vede i due artisti fare la loro comparsa nella scena londinese.
Espone nuovamente a Londra al fianco di Amedeo Modigliani nella mostra “Modigliani drawings – Pajetta paintings”  sempre alla galleria Roland, Browse & Delbanco. A questa mostra, particolarmente apprezzata dalla critica londinese, segue la mostra “Guido Pajetta recent paintings – Henry Moore drawings and maquettes”. A seguito di ciò soggiorna a Londra per diverso tempo frequentando Henry Moore. Durante la sua permanenza londinese visita le più importanti gallerie che espongono le opere di Francis Bacon e Graham Sutherland. Da queste esperienze matura il convincimento che l’arte sia la metafora di un pensiero “innocente”. Queste riflessioni saranno le premesse di una nuova figurazione a cui Pajetta si dedicherà negli anni sessanta. 
Tornato a Milano Pajetta considera chiuse le sue esperienze europee e decide di esporre in permanenza alla Galleria del Lauro a Milano. 
Muore nel 1987 nella sua casa-studio in via Delio Tessa 1, a Milano.
Nello stesso anno il critico De Grada gli dedica una mostra postuma a Venezia e a Milano. Una sua seconda retrospettiva è nel 1988 alla Permanente di Milano. Nel 2004 la sua Monza lo ha ricordato con un'importante antologica al Serrone della Villa Reale di Monza. 
Dal dicembre 2008 la Pinacoteca ambrosiana dedica un'importante mostra a Guido Pajetta e accetta la donazione di quattro opere tra le più significative del pittore.
Il 4 luglio 2019 viene inaugurata "Guido Pajetta. Miti e figure tra forma e colore", importante mostra antologica curata da Paolo Biscottini che ripercorre la poetica e la produzione complessiva dell'artista, presso Palazzo Reale di Milano.